# Van Middachten

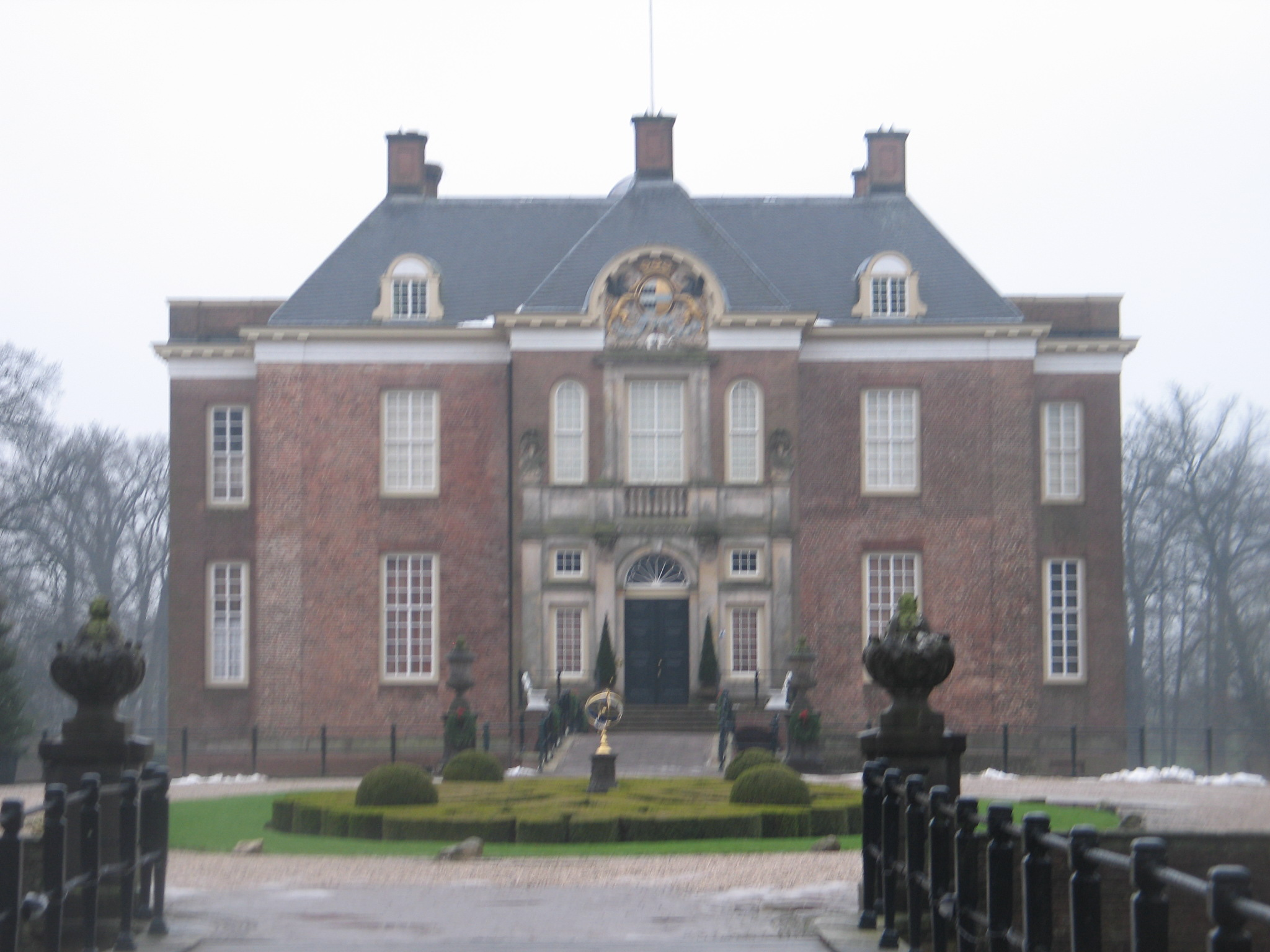
Kasteel Middachten, De Steeg

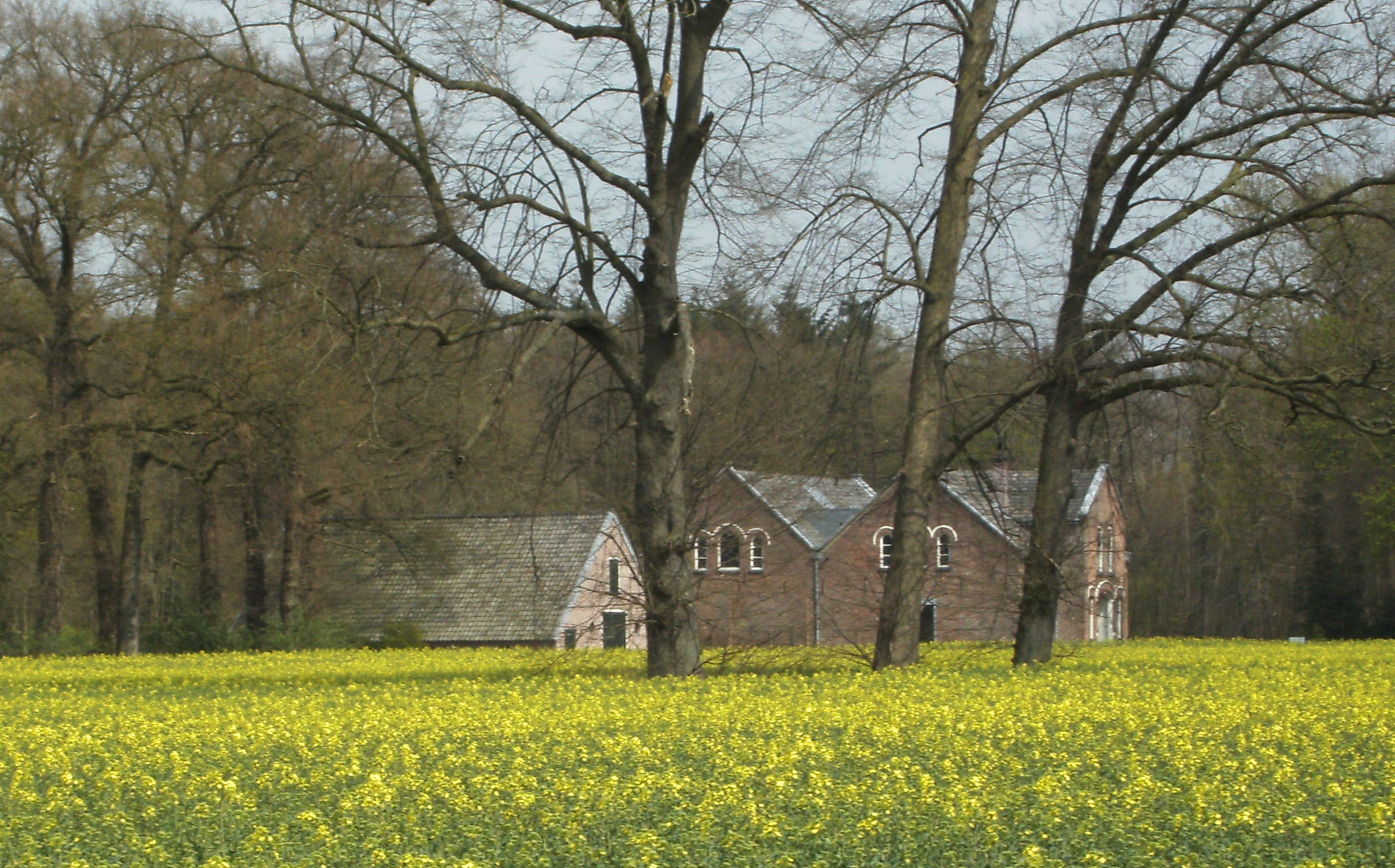
Voormalig koetshuis en boerderij op landgoed Frieswijk met koolzaadveld

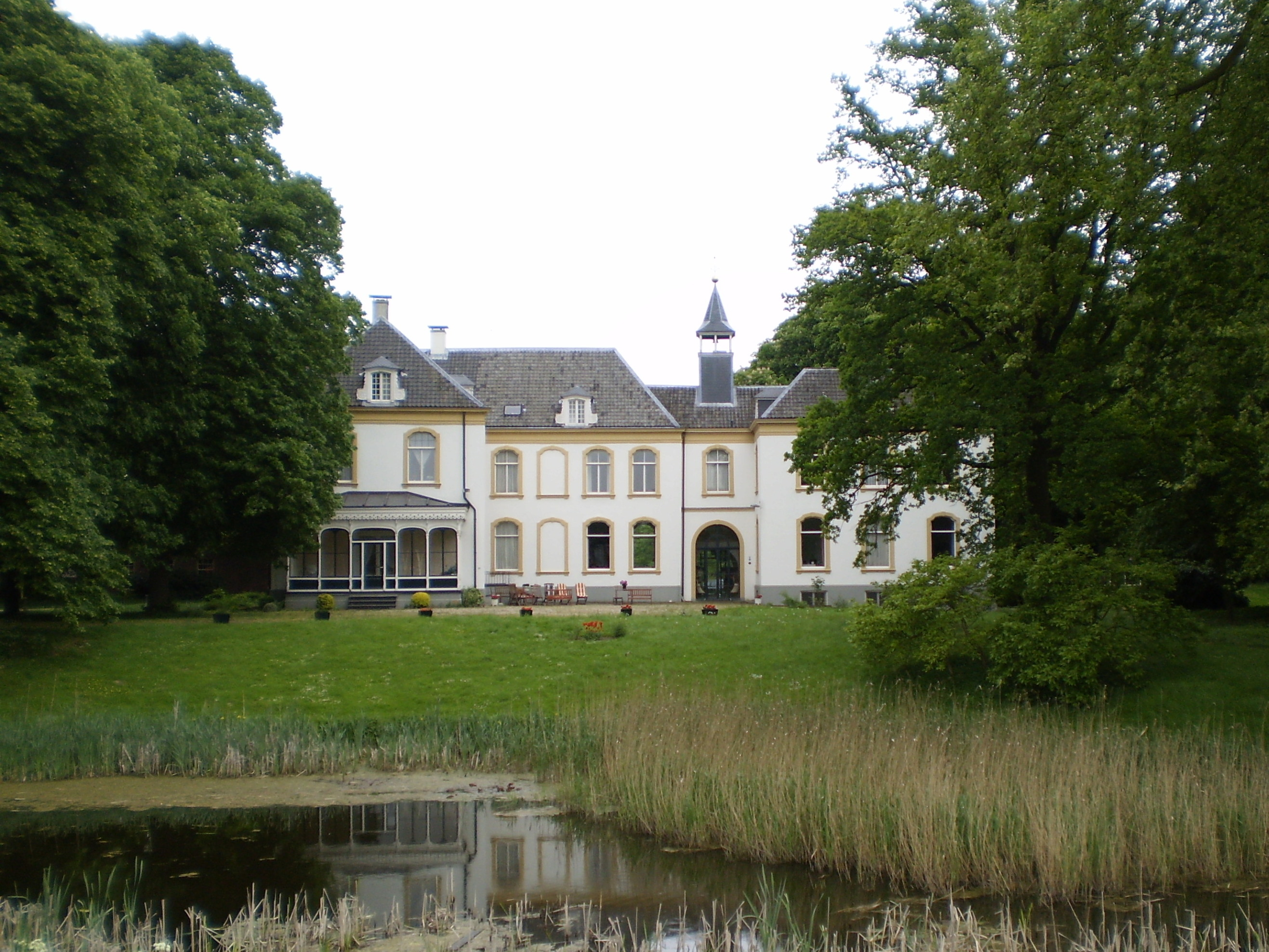
Huis Baak

Van Middachten is een oud Gelders riddermatig geslacht waarvan leden in de zestiende eeuw verschenen op de landdag, vanaf de zeventiende eeuw beschreven zijn in de ridderschap van Overijssel en sinds 1814 tot de Nederlandse adel van het koninkrijk behoren en dat in 1901 uitstierf.

## Geschiedenis
De stamreeks begint met Herman van Steenre heer van het huis ten Weerde bij Steenderen en van de Hof te Rheden die in 1361 of 1362 overleed. Hij was gehuwd met een dochter van Evert heer van Middachten. Hun zoon Evert van Steenre geheten U(y)ten Weerde, knape, heer van Weerde (ca. 1335 - 1392/1400), werd in 1357 heer van Middachten waarna hij de naam Van Middachten aannam; het kasteel bleef tot 1625 in het bezit van de familie en ging toen over in de geslachten Van Raesfelt, Van Reede, (Van Aldenburg) Bentinck tot sinds 2013 Zu Ortenburg.
In 1545 trouwde Johan van Middachten (†1566) met Bartha Doys tot Vrieswijk (†1552), dochter van de heer van Vrieswijk, waarna de havezate in 1560 aan het geslacht Van Middachten kwamen in welk geslacht het tot 1901 zou blijven waarna het door huwelijk overging naar het geslacht Vos de Wael die het nog steeds bezit.
Door vererving via familie Van der Heyden in 1868 kwam Huis Baak in het geslacht van Middachten, in welk geslacht het tot 1890 zou blijven waarna het overging naar het geslacht Helmich die het tot 1956 bezat.
Bij Souverein Besluit van 28 augustus 1814 werd Reinerus Wilhelmus Josephus Antonius Franciscus van Middachten, heer van Vrieswijk en Oldhagensdorp (1755-1840) benoemd in de ridderschap van Overijssel waardoor hij en zijn nageslacht tot de adel van het koninkrijk gingen behoren. Met een kleindochter van hem stierf het geslacht in 1901 uit.

## Enkele telgen
Alberta van Middachten was een 16e-eeuwse non die bibliothecaris was in het Arnhemse Agnietenklooster.
Willem Theodoor van Middachten tot Vrieswijk (1725-1796); trouwde in 1750 met Gijsbertha Norberta Maria Everdina Josina van Dorth, vrouwe van Oldhagensdorp ([1728]-1807), lid van de familie Van Dorth.
- Jhr. Reinerus Wilhelmus Josephus Antonius Franciscus van Middachten, heer van Vrieswijk en Oldhagensdorp (1755-1840), representant van het volk te Deventer, lid van de raad van Vollenhove, lid van provinciale staten van Overijssel.
  - Jkvr. Huberta Josepha Carlotta van Middachten (1793-1868); trouwde in 1809 met Everhardus Chrisianus Franciscus Josephus van Nispen, heer van Zevenaar (1784-1842), adjunct-maire van Zevenaar, lid van de familie Van Nispen; trouwde in 1849 met Johan Baptist Pelgrom, heer van Enghuizen (1790-1863), geneesheer.
  - Jhr. Ernestus Georgius van Middachten, heer van Vrieswijk (1796-1862); trouwde in 1829 met jkvr. Judith Richmond Louise van der Heyden (1796-1852), dochter van de heer van Baak, lid van de familie Van der Heyden.
    - Jkvr. Richmonda Augusta Judoca Henriëtta van Middachten, vrouwe van Vrieswijk (1831-1901), laatste telg van het adellijke geslacht; trouwde in 1856 met mr. Antonius Franciscus Vos de Wael (1833-1902), onder andere lid van de Eerste Kamer en de Tweede Kamer, lid van de familie De Wael.
    - Jkvr. Engelbertha Maria Bernardina Aloysia Augusta van Middachten, vrouwe van Baak (1835-1890); trouwde in 1856 met Gerhardus Antonius Helmich (1828-1892), waarna huis Baak overging naar de familie Helmich, in welk geslacht het precies honderd jaar na dit huwelijk zou blijven.
      - Joannes Bernardus Helmich, heer van Baak (1857-1925)
        - Ernestus Georg Helmich (1862-1941)
          - Dr. mr. Werner Bernard Helmich (1913-1976), belastingdeskundige, laatste particuliere eigenaar en verkoper van huis Baak in 1956
            - Franciscus Werner Henri Marie Helmich (1953), schrijver van Verhalen rondom Huize Baak (2018)